# Indocalamus tongchuensis
Indocalamus tongchuensis är en gräsart som beskrevs av Ke Fu Huang och Z.L.Dai. Indocalamus tongchuensis ingår i släktet Indocalamus och familjen gräs. Inga underarter finns listade i Catalogue of Life.